# SN 2001jn
SN 2001jn – supernowa odkryta 9 grudnia 2001 roku w galaktyce A044012-0117. W momencie odkrycia miała maksymalną jasność 23,70m.